# Маттео Канчельєрі
Маттео Канчельєрі (італ. Matteo Cancellieri, нар. 12 лютого 2002, Рим) — італійський футболіст, нападник клубу «Лаціо» та національної збірної Італії. На правах оренди грає за «Парму».

## Клубна кар'єра
Народився 12 лютого 2002 року в Римі. Вихованець юнацьких команд футбольних клубів «Поліспортіва де Россі та «Рома», а з 2020 року — «Верони».
У дорослому футболі дебютував у складі головної команди останнього клубу по ходу сезону 2021/22.
30 червня 2022 року був орендований римським «Лаціо», який згодом викупив контракт Канчельєрі. Вдітку 2023 року римський клуб у свою чергу віддав гравця в оренду до «Емполі».

## Виступи за збірні
2018 року провів одну гру за юнацьку збірну Італії (U-17).
У вересні 2021 року дебютував у матчах за молодіжну збірну Італії, відтоді регулярно залучався до її складу та відзначався забитими голами. Був у її складі учасником молодіжного Євро-2023, де італійці не змогли подолати груповий етап.
Результативний юнак зацікавив тренерський штаб національної збірної Італії, і вже 4 червня 2022 року, все ще 20-річний на той час гравець дебютував за головну збірну Італії, вийшовши на заміну у грі Ліги націй УЄФА проти Німеччини.

## Статистика виступів

### Статистика клубних виступів
Станом на 14 червня 2022
| Сезон             | Команда           | Чемпіонат         | Чемпіонат | Чемпіонат | Національний кубок | Національний кубок | Національний кубок | Континентальні кубки | Континентальні кубки | Континентальні кубки | Інші змагання | Інші змагання | Інші змагання | Усього | Усього |
| Сезон             | Команда           | Ліга              | Ігор      | Голів     | Ліга               | Ігор               | Голів              | Ліга                 | Ігор                 | Голів                | Ліга          | Ігор          | Голів         | Ігор   | Голів  |
| ----------------- | ----------------- | ----------------- | --------- | --------- | ------------------ | ------------------ | ------------------ | -------------------- | -------------------- | -------------------- | ------------- | ------------- | ------------- | ------ | ------ |
| 2021–22           | «Верона»          | A                 | 12        | 1         | КІ                 | 2                  | 1                  | -                    | -                    | -                    | -             | -             | -             | 14     | 2      |
| 2022–23           | «Лаціо»           | A                 | 20        | 0         | КІ                 | 0                  | 0                  | ЛЄ+ЛК                | 6+4                  | 0                    |               | -             | -             | 30     | 0      |
| 2023–24           | «Емполі»          | A                 | 0         | 0         | КІ                 | 0                  | 0                  | -                    | -                    | -                    | -             | -             | -             | 0      | 0      |
| Усього за кар'єру | Усього за кар'єру | Усього за кар'єру | 32        | 1         |                    | 2                  | 1                  |                      | 10                   | 0                    |               | -             | -             | 44     | 2      |

### Статистика виступів за збірну
Станом на 14 червня 2022
| Дата     | Місто   | Господарі | Результат | Гості     | Турнір                               | Голи | Примітки  |
| -------- | ------- | --------- | --------- | --------- | ------------------------------------ | ---- | --------- |
| 4-6-2022 | Болонья | Італія    | 1 – 1     | Німеччина | Ліга націй УЄФА 2022-2023 - 1-й етап | -    | 85' 90+4' |
| Усього   |         | Матчів    | 1         |           | Голів                                | 0    |           |

| Дата       | Місто          | Господарі  | Результат | Гості                | Турнір                             | Голи | Примітки  |
| ---------- | -------------- | ---------- | --------- | -------------------- | ---------------------------------- | ---- | --------- |
| 3-9-2021   | Емполі         | Італія     | 3 – 0     | Люксембург           | Кваліфікація молодіжного Євро-2023 | 1    | 60'       |
| 7-9-2021   | Віченца        | Італія     | 1 – 0     | Чорногорія           | Кваліфікація молодіжного Євро-2023 | -    | 90+2'     |
| 12-10-2021 | Монца          | Італія     | 1 – 1     | Швеція               | Кваліфікація молодіжного Євро-2023 | -    | 81'       |
| 12-11-2021 | Дублін         | Ірландія   | 0 – 2     | Італія               | Кваліфікація молодіжного Євро-2023 | 1    | 86'       |
| 16-11-2021 | Фрозіноне      | Італія     | 4 – 2     | Румунія              | Товариський матч                   | -    | 62'       |
| 25-3-2022  | Подгориця      | Чорногорія | 1 – 1     | Італія               | Кваліфікація молодіжного Євро-2023 | -    | 63'       |
| 29-3-2022  | Трієст         | Італія     | 1 – 0     | Боснія і Герцеговина | Кваліфікація молодіжного Євро-2023 | -    | 74'       |
| 19-11-2022 | Анкона         | Італія     | 2 – 4     | Німеччина            | Товариський матч                   | 2    | 59' 89'   |
| 27-3-2023  | Реджо-Калабрія | Італія     | 3 – 1     | Україна              | Товариський матч                   | -    | 69'       |
| 22-6-2023  | Клуж-Напока    | Франція    | 2 – 1     | Італія               | Молодіжне Євро-2023 - 1-й етап     | -    | 88'       |
| 25-6-2023  | Клуж-Напока    | Швейцарія  | 2 – 3     | Італія               | Молодіжне Євро-2023 - 1-й етап     | -    | 46' 90+2' |
| 28-6-2023  | Клуж-Напока    | Італія     | 0 – 1     | Норвегія             | Молодіжне Євро-2023 - 1-й етап     | -    | 76' 90+4' |
| Усього     |                | Матчів     | 12        |                      | Голів                              | 4    |           |